# Ponésimod

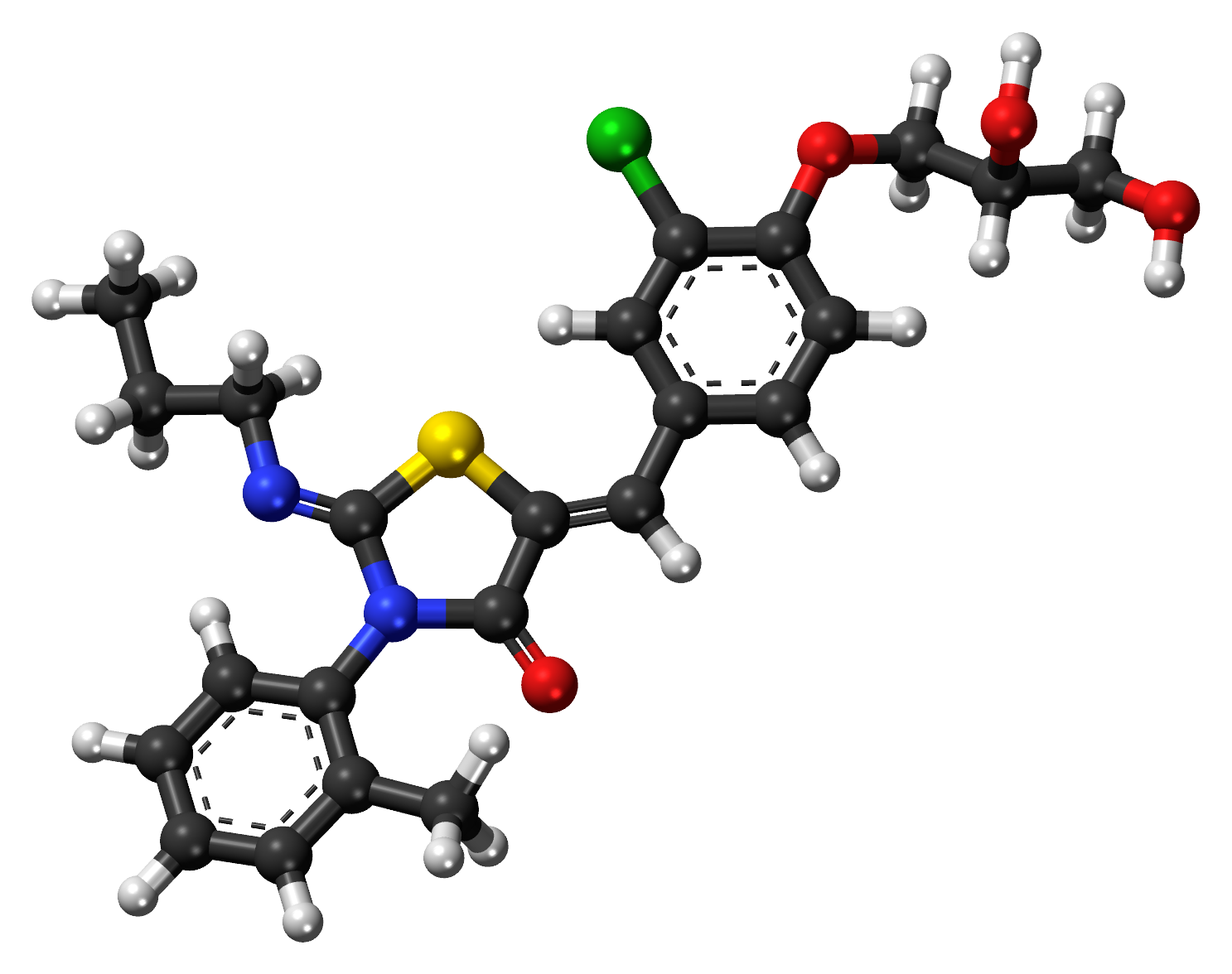
Modélisation du Ponésimod

Le ponésimod est un modulateur des récepteurs à la sphingosine-1-phosphate de type 1 (S1PR1) et est en cours de test dans la sclérose en plaques et le psoriasis.

## Mode d'action
Par la stimulation du S1PR1, il bloque la sortie des lymphocytes des organes lymphoïdes de manière réversible.

## Pharmacocinétique
Donné par voie orale, sa concentration sanguine maximale est atteinte en moins de 4 heures avec une demi-vie autour de 24 heures.

## Effets secondaires
Il peut donner un ralentissement de la fréquence cardiaque (bradycardie), une dyspnée, une perturbation du bilan hépatique, des vertiges.

## Efficacité
Il a une certaine efficacité dans le psoriasis.
Dans la sclérose en plaques, il augmente le délai entre les récidives et diminue l'atteinte sur l'IRM cérébrale.